# 잭 콜빈

잭 콜빈(Jack Colvin, 1934년 10월 13일 ~ 2005년 12월 1일)은 미국의 텔레비전 배우, 영화배우, 연극 배우이다.
캔자스주 린던(Lyndon)에서 태어났고 캘리포니아주 노스할리우드에서 뇌졸중으로 사망했다.

## 방송
- 두 얼굴의 사나이
- 형사 Q
- 6백만 달러의 사나이

## 영화
- 두 얼굴의 사나이 3 (1988년)
- 사탄의 인형 (1988년)
- 두 얼굴의 사나이 2 (1979년)
- 두 얼굴의 사나이 - 시리즈 (1978년) - 잭 맥기 역
- 두 얼굴의 사나이 - 데스 인 더 패밀리 (1977년)
- 두 얼굴의 사나이 (1977년)
- 형사 Q (1976년)
- 창공의 여왕 (1976년)
- 집행자 루스터 (1975년)
- 크레이지 월드 오브 줄리어스 브루더 (1974년)
- 6백만 달러의 사나이 - TV 시리즈 (1974년)
- 법과 질서 (1972년)
- 제레미아 존슨 (1972년)
- 몬티 월쉬 (1970년)
- 비바 맥스 (1969년)
- 유럽에서 생긴 일 (1968년)